# Nipkowskiva

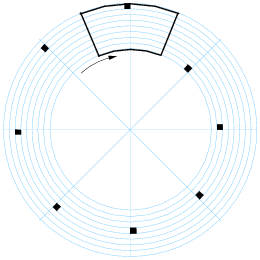
Schematisk teckning av en Nipkowskiva

Den 6 januari 1884 fick den tyske ingenjören och uppfinnaren Paul Nipkow (1860-1940) patent på en anordning som "kan göra ett föremål som befinner sig vid punkt A synligt vid en godtycklig punkt B". En roterande skiva (Nipkows skiva) var försedd med 24 hål placerade längs en spirallinje. Härigenom kunde man avsöka en bild linje för linje. Nipkow var fattig och avslutade sina forskningar samt glömde bort att hans patent löpte ut. Han drogs emellrtid fram ur glömskan på 1930-talet och utropades i Tyskland till "televisionens fader".

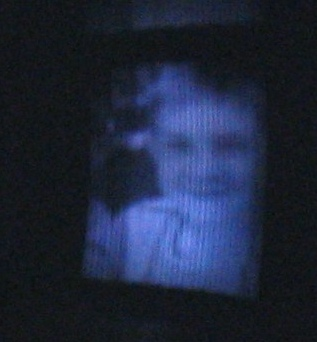
TV-bild på en Nipkowskiva

På 1920-talet gjordes flera försök i Storbritannien och USA med ett optomekaniskt (Nipkowskiva) system för avläsning av bilder. Detta innebar begränsningar i linjetal och bildfrekvens.
År 1926 genomförde skotten John Logie Baird de första praktiska TV-försöken (30 linjer resp. 12,5 bilder/s). Bilden var bara några centimeter hög. Bairds mottagare kallades "televisor". Två år senare demonstrerade han även färg-TV. I slutet av 1930-talet byttes nipkowskivan ut mot elektroniska komponenter.